# Тимошинская волость (Сольвычегодский уезд)
Тимо́шинская во́лость — волость в составе Сольвычегодского уезда Вологодской губернии.

## Общие сведения
Первоначально волость была образована в Архангелогородской губернии, затем, в составе Сольвычегодского уезда была в юрисдикции Вологодского наместничества, Вологодской губернии и после распада Российской империи в Северо-Двинской губернии (РСФСР и СССР). Упразднена в 1924 году в результате отмены волостного правления.
Волостное правление располагалось в селениях Семушинская (1881), Кивокурье (1893), Тимошинская (Тимоховская) (1913).
В Тимошинской волости по состоянию на 1893 год был 121 населённый пункт.
| №   | Населённый пункт                                   |
| --- | -------------------------------------------------- |
| 1   | Агафоновская                                       |
| 2   | Акишевская                                         |
| 3   | Андреевская (1-я, 2-я)                             |
| 4   | Андуковская                                        |
| 5   | Анфимовская (1-я, 2-я, 3-я)                        |
| 6   | Анцифоровская                                      |
| 7   | Артемьевская                                       |
| 8   | Бабинская (1-я, 2-я)                               |
| 9   | Барановская                                        |
| 10  | Березник                                           |
| 11  | Березовец                                          |
| 12  | Большая Семеновская                                |
| 13  | Борисов (починок)                                  |
| 14  | Варламовская                                       |
| 15  | Васюковская                                        |
| 16  | Васютинская (1-я, 2-я)                             |
| 17  | Вахрамеевская                                      |
| 18  | Вачичевская                                        |
| 19  | Верхний Березник                                   |
| 20  | Верхняя Воронка                                    |
| 21  | Власовская                                         |
| 22  | Воленковская                                       |
| 23  | Воронин (починок)                                  |
| 24  | Вшевковская                                        |
| 25  | Глебовская                                         |
| 26  | Гоголевская                                        |
| 27  | Голенинская                                        |
| 28  | Гольцовская                                        |
| 29  | Григорьевская (1-я, 2-я, 3-я)                      |
| 30  | Гридинская (1-я, 2-я)                              |
| 31  | Гриневский Волочек                                 |
| 32  | Гришинская                                         |
| 33  | Давыдовская (1-я, 2-я)                             |
| 34  | Дмитриевская                                       |
| 35  | Дудыревская                                        |
| 36  | Ежевская                                           |
| 37  | Загорье                                            |
| 38  | Заманишево                                         |
| 39  | Захарьинская                                       |
| 40  | Зачинок                                            |
| 41  | Зиновьевская                                       |
| 42  | Ивановская                                         |
| 43  | Исаковская                                         |
| 44  | Кивокурье - волостной центр (1893)                 |
| 45  | Козицинская                                        |
| 46  | Козоватая                                          |
| 47  | Козьминская                                        |
| 48  | Коноплевская                                       |
| 49  | Корниловская                                       |
| 50  | Королева                                           |
| 51  | Кульпинская                                        |
| 52  | Лазаревская                                        |
| 53  | Лопатинская                                        |
| 54  | Люлинская                                          |
| 55  | Малая Семеновская                                  |
| 56  | Манчевская                                         |
| 57  | Мартюковская                                       |
| 58  | Михайловская                                       |
| 59  | Михалевская                                        |
| 60  | Михеевская                                         |
| 61  | Муравинская                                        |
| 62  | Нестюковская                                       |
| 63  | Нижний Березник                                    |
| 64  | Нижняя Воронка                                     |
| 65  | Никитинская (1-я, 2-я, 3-я)                        |
| 66  | Никитинская при Истоке                             |
| 67  | Нироновская                                        |
| 68  | Новгордовская Выставка                             |
| 69  | Новгородовская                                     |
| 70  | Окатовская                                         |
| 71  | Окуловская                                         |
| 72  | Ореховская                                         |
| 73  | Осиповская                                         |
| 74  | Павшинская                                         |
| 75  | Першинская                                         |
| 76  | Прокудинская                                       |
| 77  | Прошинская                                         |
| 78  | Пятириковская                                      |
| 79  | Рудаковская                                        |
| 80  | Ручьевская                                         |
| 81  | Савинская (1-я, 2-я)                               |
| 82  | Савкина                                            |
| 83  | Семеновская                                        |
| 84  | Семушинская - волостной центр (1881)               |
| 85  | Симакинская                                        |
| 86  | Ситковская                                         |
| 87  | Скрипицынская                                      |
| 88  | Созоновский (починок)                              |
| 89  | Сорокоумовская                                     |
| 90  | Степановская (1-я, 2-я)                            |
| 91  | Степычевская                                       |
| 92  | Суровцов Наволок                                   |
| 93  | Сысоевская                                         |
| 94  | Тереховская                                        |
| 95  | Тимошинская                                        |
| 96  | Тимошинская (Тимоховская) — волостной центр (1913) |
| 97  | Тиноватица                                         |
| 98  | Тропинская                                         |
| 99  | Трубинская (1-я, 2-я)                              |
| 100 | Ульяновская                                        |
| 101 | Устьерогодская                                     |
| 102 | Фалилеевская                                       |
| 103 | Фатьяновская                                       |
| 104 | Федоровская                                        |
| 105 | Федотовская (1-я, 2-я)                             |
| 106 | Фоминская (1-я, 2-я)                               |
| 107 | Харитоновская                                      |
| 108 | Чалевская                                          |
| 109 | Червлённая Слудка                                  |
| 110 | Черменинская                                       |
| 111 | Черновраговская                                    |
| 112 | Чецкой (починок)                                   |
| 113 | Шеромская                                          |
| 114 | Щуровская                                          |
| 115 | Юрина                                              |
| 116 | Юркинская                                          |
| 117 | Якушев (починок)                                   |
| 118 | Якушевская                                         |
| 119 | Яндуковская                                        |
| 120 | Ярофеевская                                        |
| 121 | Ярофеевская Выставка                               |